# Juan Bautista Machado
Beato Juan Bautista Machado S.J. (en portugués; João Baptista Machado) (Angra do Heroísmo, Azores, 1582-Omura, Japón, 27 de mayo de 1617) es un beato portugués de la Iglesia católica, patrono de la Diócesis de Angra.

## Biografía
Ordenado sacerdote en Goa, fue uno de los misioneros jesuitas enviados al Japón, donde fue encarcelado y ejecutado durante la persecución del cristianismo desencadenada en la década de 1610 formando parte de los 205 mártires de Japón que fueron beatificados por el papa Pio IX en 1867, y en la actualidad se encuentra en curso su proceso de canonización. A pesar del culto popular que existió en torno a la figura de la venerable Margarida de Chaves, conocida localmente como santa Margarida de Chaves, Juan Bautista Machado es hasta la actualidad el único natural de Azores que merece ser puede en los altares por ahora como beato.